# Тхуня Сукхароен
Тхуня Сукхароен (род. 21 апреля 1997 года) — тайская тяжелоатлетка, двукратная чемпионка мира, чемпион Азии 2017 года и бронзовый призёр Азиатских игр 2018.

## Карьера
Она начала заниматься тяжелой атлетикой в 2010 году в спортивной школе Чонбури в Таиланде.
На чемпионате Азии и чемпионате мира среди юношей 2017 года в весе до 48 кг завоевала чемпионские титулы.
На взрослом чемпионате Азии 2017 года в весовой категории до 48 кг, Тхуня завоевала титул чемпионки континента.
На чемпионате мира 2017 года в Анахайме, спортсменка завоевала серебряную медаль в весовой категории до 48 кг. В упражнение рывок она стала обладательницей малой золотой медали.
На летних Азиатских играх 2018 года в Джакарте, в весовой категории до 48 кг, тайская спортсменка стала третьей в итоговом протоколе и завоевала бронзовую медаль.
В начале ноября 2018 года на чемпионате мира в Ашхабаде, тайская спортсменка, в весовой категории до 45 кг, завоевала абсолютную золотую медаль, взяв общий вес 186 кг. И в упражнение рывок и в толчке ей также не было равных.
В январе 2019 года допинг-пробы тайских спортсменок, среди которых оказалась чемпионка мира Тхуня Сукхароен, показали наличие запрещённых препаратов. В декабре 2019 года она была дисквалифицирована, а туркменская спортсменка Джумабаева переместилась на первое место.
В декабре 2021 года, после отбытия дисквалификации, приняла участие в чемпионате мира, который состоялся в Ташкенте. В весовой категории до 45 килограммов, тайская спортсменка по сумме двух упражнений с весом 172 кг завоевала чемпионский титул. В упражнении рывок она завоевала малую золотую медаль (77 кг), а в упражнении толчок малую серебряную (95 кг).
На чемпионате мира 2022 года в Боготе, в Колумбии завоевала золотую медаль по сумме двух упражнений с результатом 182 кг, и малую золотую медаль в упражнении "рывок" с результатом 82 кг.